# Trolleíta
La trolleíta es un mineral de la clase de los minerales fosfatos. Fue descubierta en 1868 en la provincia de Escania (Suecia), siendo nombrada así en honor de Hans G. Trolle-Wachmeister, químico sueco.

## Características químicas
Es un fosfato hidroxilado de aluminio. Puede estar mezclado con scorzalita, lo que le da una coloración muy azul.

## Formación y yacimientos
Aparece en rocas metamórficas de grado de anfibolita.
Suele encontrarse asociado a otros minerales como: berlinita, attakolita, augelita, lazulita, scorzalita, viseíta, montebrasita, bertossaíta, brazilianita, apatito, gatumbaíta, samuelsonita o wyllieíta.